# Бледное (озеро)
Бледное (Белое, Блядо) — озеро в Мядельском районе Минской области, входит в Нарочанскую группу.
Озеро с площадью зеркала 1,95 км² лежит к югу от деревни Гатовичи. Площадь водосбора — 4,72 км², максимальная глубина — 8,1 м, длина береговой линии — 6 км.
В отличие от других Нарочанских озёр, Бледное бессточно.
Берега озера — преимущественно песчаные, склоны котловины высотой 2-5 м, на глубине ниже 3 м — сапропель. Ширина прибережных зарослей до 180 м, водные растения встречаются до глубины 2 м. На берегах гнездуется лебедь-шипун.
Район озера входит в гидрологический заказник «Черемшицы», часть национального парка «Нарочанский».
Сейчас уровень воды в озере немного повысился. На берегах озера существует естественный пляж. Это одно из любимых мест для купания, рыбалки, пикников и даже загара среди минчан. Рядом расположен санаторий «Сосны». Существует подъездная дорога. Рядом обильные ягодники.